# Liwienka (obwód biełgorodzki)
Liwienka (ros. Ливенка) – wieś w Rosji, w obwodzie biełgorodzkim, w rejonie krasnogwardiejskim. W 2010 liczyła 3870 mieszkańców.